# تیم ملی والیبال مردان برزیل
تیم ملی والیبال مردان برزیل یک تیم والیبال بین‌المللی است که به نمایندگی از کشور برزیل به میدان می‌رود و زیر نظر فدراسیون والیبال برزیل فعالیت می‌کند و به طور مشترک با سه قهرمانی در المپیک همراه با آمریکا به عنوان پر افتخار ترین تیم والیبال مردان المپیک شناخته می شود و دومین تیم پر افتخار والیبال قهرمانی جهان بعد از ایتالیا نیز می باشد و در آمریکای جنوبی و بازیهای پان آمریکن بعد از آمریکا دومین تیم برتر مسابقات پان آمریکن می باشد  برزیل همراه با آمریکا و ایتالیا سه کشور برتر تاریخ والیبال شناخته می شود

## مقام‌ها و افتخارات
تیم ملی والیبال برزیل با نه دوره قهرمانی با کسب ۹ مدال طلا، ۳ نقره و ۴ برنز پر افتخارترین تیم لیگ جهانی است، این تیم در سال‌های ۱۹۹۳، ۲۰۰۱، ۲۰۰۳ تا ۲۰۰۷، ۲۰۰۹ و ۲۰۱۰ صاحب عنوان قهرمانی شد. چهار نقره و برنز از دیگر دست‌آوردهای برزیل در لیگ جهانی والیبال است. برزیل در المپیک سال‌های ۱۹۹۶ و ۲۰۰۴ و ۲۰۱۶ قهرمان شد و مدال طلا را کسب کرد، سه مدال نقره سال‌های ۱۹۸۴ (میلادی)، ۲۰۰۴ و ۲۰۰۸ دیگر دست‌آوردهای طلایی پوشان سرزمین قهوه در بزرگ‌ترین رویداد ورزشی جهان یعنی المپیک است. برزیل در ۲۰۰۲، ۲۰۰۶ و ۲۰۱۰ قهرمان قهرمانی جهان شد و در سال ۱۹۸۲ و ۲۰۱۴ مدال نقره را از آن خود کرد. برزیل در پیکارهای جام جهانی والیبال، ۲ طلا و ۳ برنز را در کارنامه خود دارد. برزیل در مسابقات جام بزرگ قهرمانان جهان سه قهرمانی در سال‌های ۱۹۹۵، ۲۰۰۵ و ۲۰۰۹ و دو نایب قهرمانی را در سال‌های ۱۹۹۳ و ۲۰۰۱ به دست آورده‌است. این تیم در بازی‌های پان امریکن نیز چهار قهرمانی را در کارنامه خود دارد. همچنین برزیل در ۳۴ دوره قهرمانی آمریکای جنوبی از سال ۱۹۵۱ تا به حال ۳۳ مدال طلا به گردن آویخته و تنها در سال ۱۹۶۴ به قهرمانی آمریکای جنوبی دست نیافته‌است. تیم ملی والیبال برزیل همانند تیم ملی فوتبال برزیل از تیم‌های بزرگ جهان می‌باشد و دارای ۳ مدال طلای المپیک است.

## تیم

### اعضای کنونی
سرمربی: برناردو رزنده
| شماره. | نام                   | تاریخ تولد      | قد                       | وزن                    | اسپک6354 6532131 221544106341052 410254 02126364132132 .00140132200!style="width:9em"\|دفاع | باشگاه ۲۰۱۴             |                      |
| ------ | --------------------- | --------------- | ------------------------ | ---------------------- | ------------------------------------------------------------------------------------------- | ----------------------- | -------------------- |
| ۱      | برونو رزنده (C)       | ۲ ژوئیه ۱۹۸۶    | ۱٫۹۰ متر (۶ فوت ۳ اینچ)  | ۷۶ کیلوگرم (۱۶۸ پوند)  | ۳۲۳ سانتیمتر (۱۲۷ اینچ)                                                                     | ۳۰۲ سانتیمتر (۱۱۹ اینچ) | مودنا                |
| ۲      | ایزاک سانتوس          | ۱۳ دسامبر ۱۹۹۰  | ۲٫۰۵ متر (۶ فوت ۹ اینچ)  | ۸۴ کیلوگرم (۱۸۵ پوند)  | ۳۳۹ سانتیمتر (۱۳۳ اینچ)                                                                     | ۳۰۶ سانتیمتر (۱۲۰ اینچ) | ساداکروزیرو          |
| ۳      | ادر کاربونرا          | ۱۹ اکتبر ۱۹۸۳   | ۲٫۰۴ متر (۶ فوت ۸ اینچ)  | ۱۰۱ کیلوگرم (۲۲۳ پوند) | ۳۵۰ سانتیمتر (۱۴۰ اینچ)                                                                     | ۳۳۰ سانتیمتر (۱۳۰ اینچ) | ساداکروزیرو          |
| ۴      | والاس د سوزا          | ۲۶ ژوئن ۱۹۸۷    | ۱٫۹۸ متر (۶ فوت ۶ اینچ)  | ۸۷ کیلوگرم (۱۹۲ پوند)  | ۳۴۴ سانتیمتر (۱۳۵ اینچ)                                                                     | ۳۱۸ سانتیمتر (۱۲۵ اینچ) | ساداکروزیرو          |
| ۵      | سیدائو                | ۹ ژوئیه ۱۹۸۲    | ۲٫۰۳ متر (۶ فوت ۸ اینچ)  | ۹۸ کیلوگرم (۲۱۶ پوند)  | ۳۴۴ سانتیمتر (۱۳۵ اینچ)                                                                     | ۳۱۸ سانتیمتر (۱۲۵ اینچ) | تائوباته فونویک      |
| ۶      | لئوناردو ویسوتو       | ۳۰ آوریل ۱۹۸۳   | ۲٫۱۲ متر (۶ فوت ۱۱ اینچ) | ۹۷ کیلوگرم (۲۱۴ پوند)  | ۳۷۰ سانتیمتر (۱۵۰ اینچ)                                                                     | ۳۴۵ سانتیمتر (۱۳۶ اینچ) | جی تی تاندرز         |
| ۷      | ویلیام آرجونا         | ۳۱ ژوئیه ۱۹۷۹   | ۱٫۸۵ متر (۶ فوت ۱ اینچ)  | ۷۸ کیلوگرم (۱۷۲ پوند)  | ۳۰۰ سانتیمتر (۱۲۰ اینچ)                                                                     | ۲۹۵ سانتیمتر (۱۱۶ اینچ) | ساداکروزیرو          |
| ۸      | موریلو اندرس          | ۳ مه ۱۹۸۱       | ۱٫۹۰ متر (۶ فوت ۳ اینچ)  | ۷۶ کیلوگرم (۱۶۸ پوند)  | ۳۴۳ سانتیمتر (۱۳۵ اینچ)                                                                     | ۳۱۹ سانتیمتر (۱۲۶ اینچ) | سسی سائو پائولو      |
| ۹      | رافائل اولیویرا       | ۱۴ ژوئن ۱۹۷۹    | ۱٫۹۰ متر (۶ فوت ۳ اینچ)  | ۸۲ کیلوگرم (۱۸۱ پوند)  | ۳۳۰ سانتیمتر (۱۳۰ اینچ)                                                                     | ۳۰۶ سانتیمتر (۱۲۰ اینچ) | تائوباته فونویک      |
| ۱۰     | سرجیو سانتوس          | ۱۵ اکتبر ۱۹۷۵   | ۱٫۸۴ متر (۶ فوت ۰ اینچ)  | ۷۸ کیلوگرم (۱۷۲ پوند)  | ۳۲۵ سانتیمتر (۱۲۸ اینچ)                                                                     | ۳۱۰ سانتیمتر (۱۲۰ اینچ) | سسی سائو پائولو      |
| ۱۱     | فیلیپه سیلوا          | ۲۵ اوت ۱۹۹۰     | ۱٫۸۸ متر (۶ فوت ۲ اینچ)  | ۷۷ کیلوگرم (۱۷۰ پوند)  | ۳۰۲ سانتیمتر (۱۱۹ اینچ)                                                                     | ۲۹۷ سانتیمتر (۱۱۷ اینچ) | تائوباته فونویک      |
| ۱۲     | لوئیز فیلیپه فونتلس   | ۱۹ ژوئن ۱۹۸۴    | ۱٫۹۶ متر (۶ فوت ۵ اینچ)  | ۸۹ کیلوگرم (۱۹۶ پوند)  | ۳۳۰ سانتیمتر (۱۳۰ اینچ)                                                                     | ۳۲۰ سانتیمتر (۱۳۰ اینچ) | تائوباته فونویک      |
| ۱۳     | مائوریسیو لوئیز دسوزا | ۲۹ سپتامبر ۱۹۸۸ | ۲٫۰۷ متر (۶ فوت ۹ اینچ)  | ۹۹ کیلوگرم (۲۱۸ پوند)  | ۰ سانتیمتر (۰ اینچ)                                                                         | ۰ سانتیمتر (۰ اینچ)     | تائوباته فونویک      |
| ۱۴     | ساموئل فوکس           | ۴ مارس ۱۹۸۴     | ۲٫۰۰ متر (۶ فوت ۷ اینچ)  | ۸۹ کیلوگرم (۱۹۶ پوند)  | ۳۴۲ سانتیمتر (۱۳۵ اینچ)                                                                     | ۳۱۶ سانتیمتر (۱۲۴ اینچ) | ویوو میناس           |
| ۱۵     | اواندرو گرا           | ۲۷ دسامبر ۱۹۸۱  | ۲٫۰۷ متر (۶ فوت ۹ اینچ)  | ۱۰۳ کیلوگرم (۲۲۷ پوند) | ۳۵۹ سانتیمتر (۱۴۱ اینچ)                                                                     | ۳۳۲ سانتیمتر (۱۳۱ اینچ) | سانتوری سانبیردز     |
| ۱۶     | لوکاس ساتکمپ          | ۶ مارس ۱۹۸۶     | ۲٫۰۹ متر (۶ فوت ۱۰ اینچ) | ۱۰۱ کیلوگرم (۲۲۳ پوند) | ۳۴۰ سانتیمتر (۱۳۰ اینچ)                                                                     | ۳۲۱ سانتیمتر (۱۲۶ اینچ) | سسی سائو پائولو      |
| ۱۷     | موریلو راجکه          | ۳۱ ژانویه ۱۹۸۹  | ۱٫۹۴ متر (۶ فوت ۴ اینچ)  | ۷۶ کیلوگرم (۱۶۸ پوند)  | ۳۲۹ سانتیمتر (۱۳۰ اینچ)                                                                     | ۳۱۰ سانتیمتر (۱۲۰ اینچ) | ترانسفر بیدگوشچ      |
| ۱۸     | ریکاردو لوکارلی       | ۱۴ فوریه ۱۹۹۲   | ۱٫۹۵ متر (۶ فوت ۵ اینچ)  | ۷۹ کیلوگرم (۱۷۴ پوند)  | ۳۳۸ سانتیمتر (۱۳۳ اینچ)                                                                     | ۳۰۸ سانتیمتر (۱۲۱ اینچ) | سسی سائو پائولو      |
| ۱۹     | ماریو پدریرا          | ۳ مه ۱۹۸۲       | ۱٫۹۲ متر (۶ فوت ۴ اینچ)  | ۹۱ کیلوگرم (۲۰۱ پوند)  | ۳۳۰ سانتیمتر (۱۳۰ اینچ)                                                                     | ۳۲۱ سانتیمتر (۱۲۶ اینچ) | کوپرا پیاچنزا        |
| ۲۰     | رنان بویاتی           | ۱۰ ژانویه ۱۹۹۰  | ۲٫۱۲ متر (۶ فوت ۱۱ اینچ) | ۸۵ کیلوگرم (۱۸۷ پوند)  | ۳۳۰ سانتیمتر (۱۳۰ اینچ)                                                                     | ۳۱۴ سانتیمتر (۱۲۴ اینچ) | پورتو راونا          |
| ۲۱     | تیاگو برندلی          | ۲۱ اکتبر ۱۹۸۵   | ۱٫۸۸ متر (۶ فوت ۲ اینچ)  | ۸۳ کیلوگرم (۱۸۳ پوند)  | ۳۱۵ سانتیمتر (۱۲۴ اینچ)                                                                     | ۳۰۰ سانتیمتر (۱۲۰ اینچ) | زیوبر مارینگا        |
| ۲۲     | مائوریسیو سیلوا       | ۴ فوریه ۱۹۸۹    | ۱٫۹۹ متر (۶ فوت ۶ اینچ)  | ۹۹ کیلوگرم (۲۱۸ پوند)  | ۳۳۵ سانتیمتر (۱۳۲ اینچ)                                                                     | ۳۱۵ سانتیمتر (۱۲۴ اینچ) | سسی سائو پائولو      |
| ۲۳     | ریاد ریبیرو           | ۲ اکتبر ۱۹۸۱    | ۲٫۰۴ متر (۶ فوت ۸ اینچ)  | ۱۰۰ کیلوگرم (۲۲۰ پوند) | ۳۴۵ سانتیمتر (۱۳۶ اینچ)                                                                     | ۳۲۵ سانتیمتر (۱۲۸ اینچ) | سسی سائو پائولو      |
| ۲۴     | فرناندو کرلینگ        | ۱۳ ژانویه ۱۹۹۶  | ۱٫۸۳ متر (۶ فوت ۰ اینچ)  | ۸۹ کیلوگرم (۱۹۶ پوند)  | ۳۲۰ سانتیمتر (۱۳۰ اینچ)                                                                     | ۳۰۲ سانتیمتر (۱۱۹ اینچ) | ساداکروزیرو          |
| ۲۵     | لوکاس ادوارد لوه      | ۱۸ ژانویه ۱۹۹۱  | ۱٫۹۵ متر (۶ فوت ۵ اینچ)  | ۸۳ کیلوگرم (۱۸۳ پوند)  | ۳۳۶ سانتیمتر (۱۳۲ اینچ)                                                                     | ۳۲۰ سانتیمتر (۱۳۰ اینچ) | زاکسا کیدژیرژن کوژله |

### سرمربی

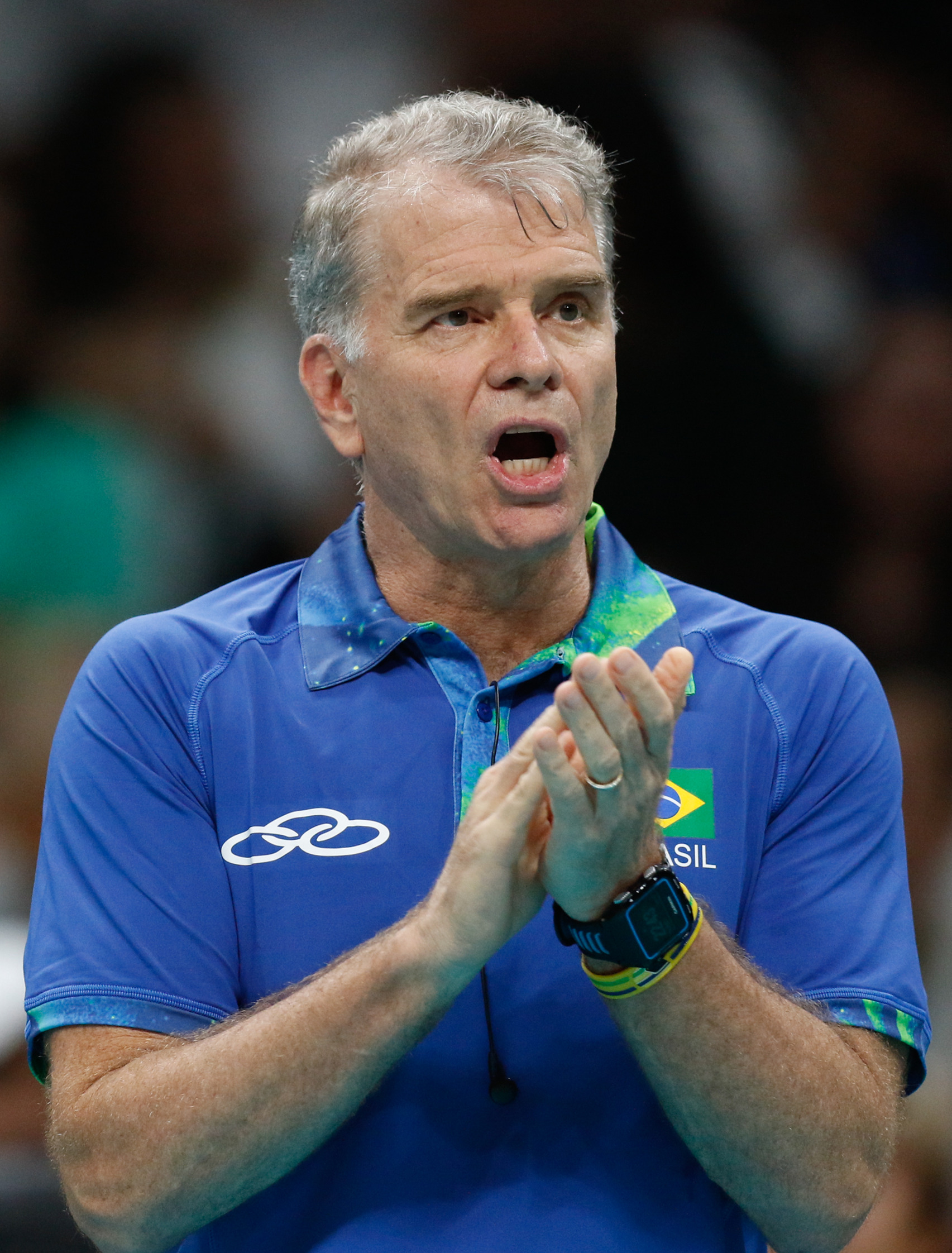
سرمربی سابق برناردو رزنده.

- ببتو د فریتاس (۱۹۸۴–۱۹۸۸)
- خوزه روبرتو گویمارائس (۱۹۹۱–۱۹۹۶)
- برناردو رزنده (۲۰۰۱–۲۰۱۶)
- رنان دال زوتو (۲۰۱۷–۲۰۲۳

)

## نگارخانه

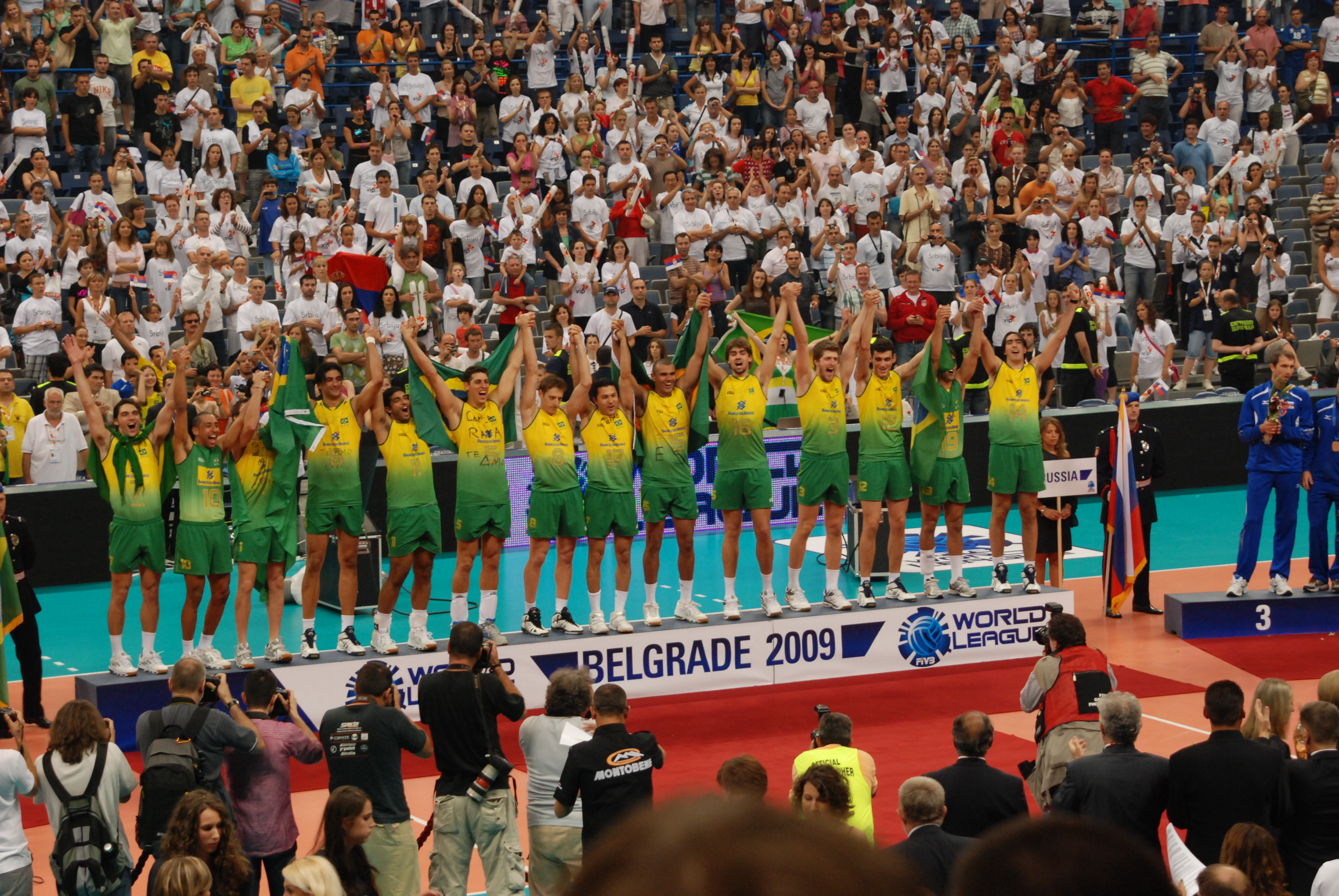
برزیل - قهرمان لیگ جهانی ۲۰۰۹
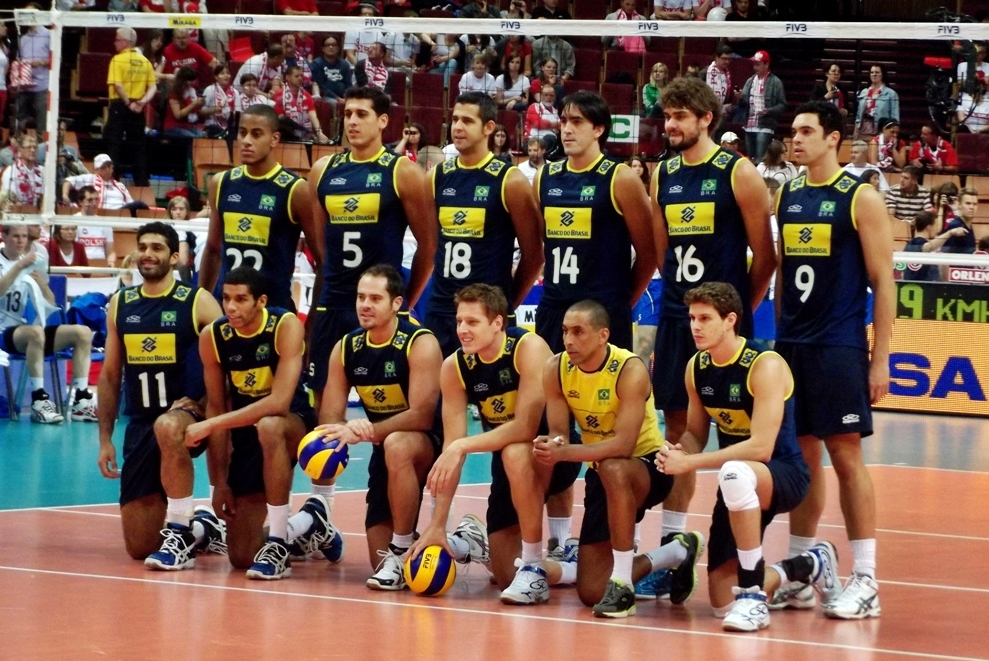
برزیل - سال ۲۰۱‍۲
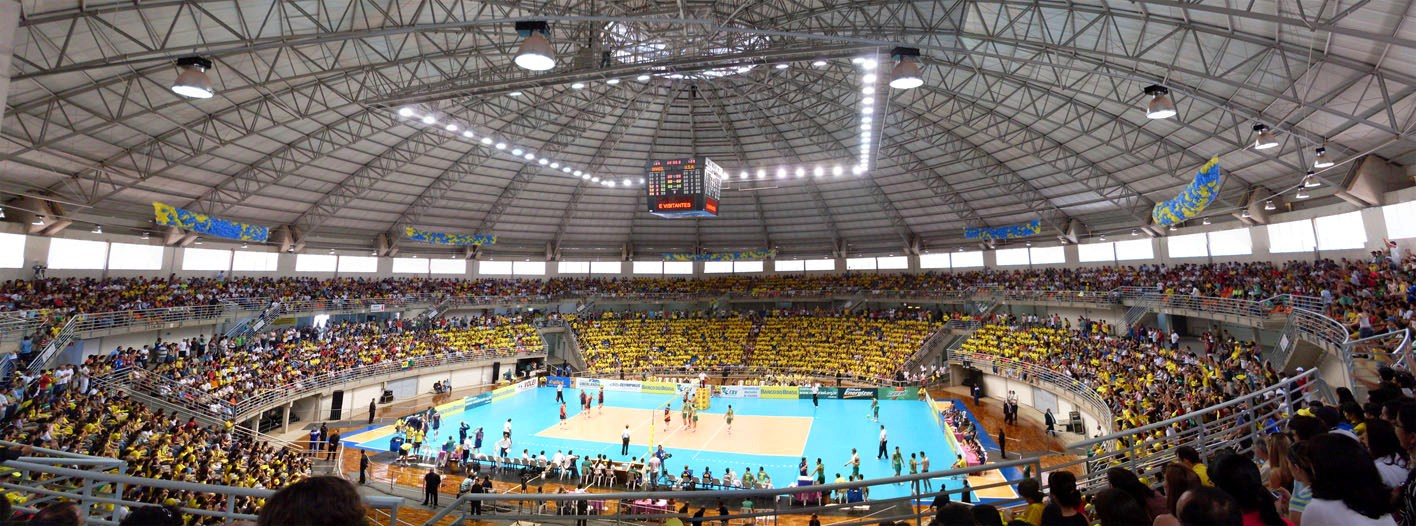
ورزشگاه تیم ملی والیبال برزیل
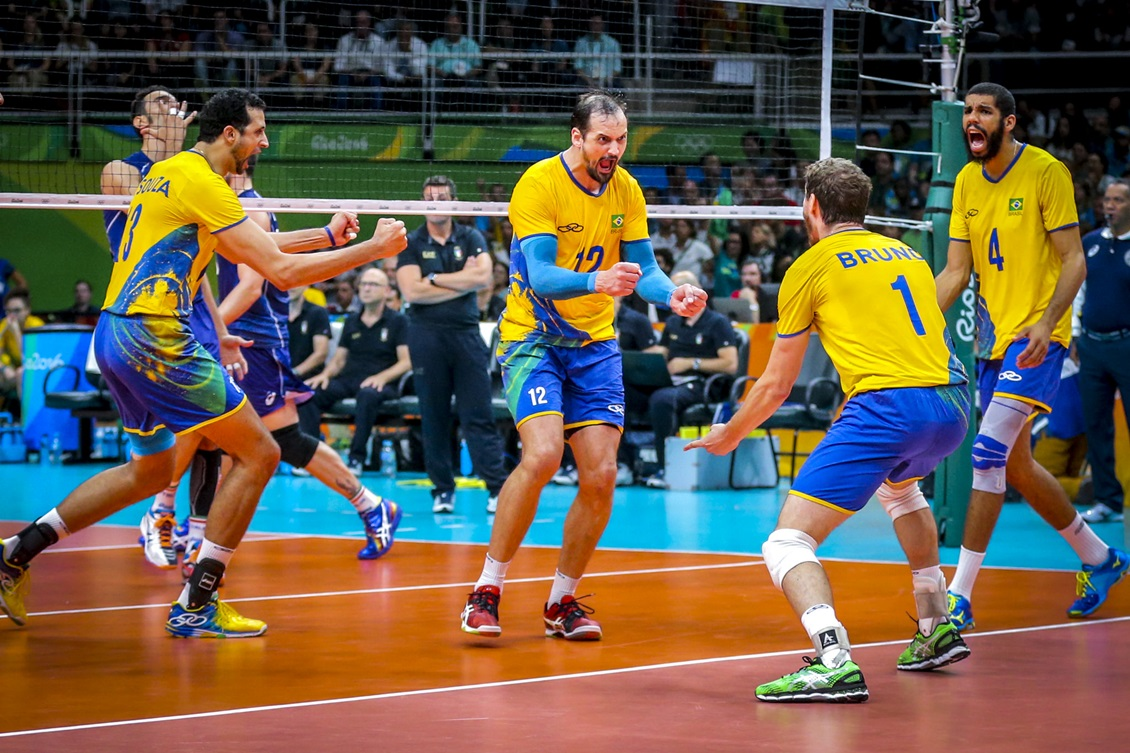
برزیل - المپیک ۲۰۱۶
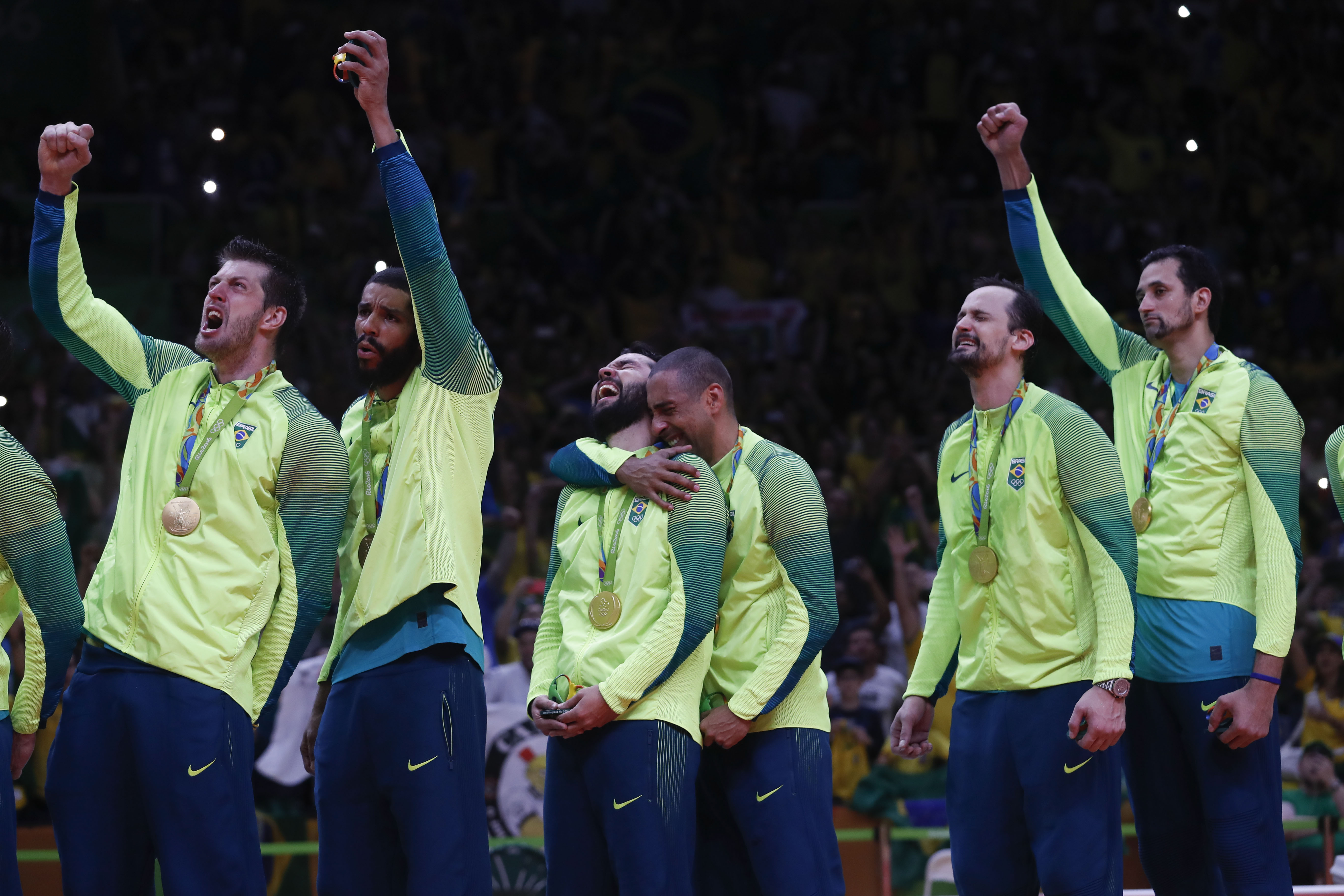
قهرمانی برزیل - المپیک ۲۰۱۶

## سازنده البسه
| زمان      | ارائه‌کننده کیت |
| --------- | -------------- |
| ۲۰۰۰–۲۰۱۶ | المپیکوس نایکی |
| ۲۰۱۷–     | اسیکس          |

### اسپانسر
بانکو دو برزیل، نیوآ، گلوبواسپورت, گیترید، گول ایر ترنسپورت، دلتا ایرلاینز، میکاسا اسپورت، ارنست اند یانگ و اسیکس.